# RS-865
Pour les articles homonymes, voir Route 865.
La RS-865 est une route locale de la mésorégion métropolitaine de Porto Alegre, dans l'État du Rio Grande do Sul, qui relie la municipalité de Picada Café, depuis l'accès à la commune de São José do Hortêncio, à celle d'Ivoti. Elle dessert Picada Café, Presidente Lucena et Ivoti, et est longue de 17,560 km.